# Ceradenia similis
Ceradenia similis är en stensöteväxtart som beskrevs av M. Kessler och A. R. Sm. Ceradenia similis ingår i släktet Ceradenia och familjen Polypodiaceae. Inga underarter finns listade.